# Chemia obliczeniowa
Chemia obliczeniowa – dziedzina chemii teoretycznej, która stosuje programy do modelowania molekularnego implementujące metody chemii kwantowej do rozwiązywania rzeczywistych problemów chemicznych, takich jak przewidywanie właściwości fizyko-chemicznych cząsteczek; izolowanych lub w układach ponadcząsteczkowych.
Przykładami właściwości fizycznych, które można przewidywać metodami chemii obliczeniowej są struktura cząsteczek (geometria molekularna – sposób ułożenia atomów w cząsteczce, w tym także symetria cząsteczkowa), energia całkowita cząsteczki, energie oddziaływań międzycząsteczkowych, ładunki, momenty dipolowe i momenty multipolowe wyższego rzędu, częstotliwości oscylacji (aktywne w podczerwieni, widma Ramana) i inne właściwości spektroskopowe, reaktywność, przekroje aktywne na zderzenia z innymi cząstkami i wiele innych. Czasami terminem chemia obliczeniowa określa się obszar wspólny dla nauk komputerowych i chemii. Największą poddziedziną chemii obliczeniowej jest teoria konfiguracji elektronowej.

## Wstęp
Termin chemia teoretyczna można zdefiniować jako matematyczny opis chemii, zaś termin chemia obliczeniowa jest zwykle stosowany, jeśli metody matematyczne są na tyle dobrze rozwinięte, że ich zastosowanie można zautomatyzować stosując programy komputerowe. Trzeba tu podkreślić, że w tej dziedzinie nie stosuje się słów dokładny i doskonały, jako że bardzo niewiele rzeczy można obliczyć dokładnie. Tym niemniej większość aspektów chemii da się opisać jakościowym lub przybliżonym ilościowym schematem obliczeniowym.
Cząsteczki zbudowane są z jąder i elektronów, do których stosują się zasady mechaniki kwantowej. Chemicy obliczeniowcy często próbują rozwiązać nierelatywistyczne równanie Schrödingera, dodając poprawki relatywistyczne, choć dokonano już pewnego postępu w rozwiązywaniu w pełni relatywistycznego równania Schrödingera. Zasadniczo rozwiązanie równania Schrödingera jest możliwe, zarówno w formie zależnej od czasu jak i w formie niezależnej od czasu, ale daje się to zrobić tylko dla bardzo małych układów. Wprowadzono więc bardzo wiele metod przybliżonych, które stanowią kompromis między dokładnością a kosztami obliczeniowymi. Obecna chemia obliczeniowa może rutynowo i bardzo dokładnie obliczać właściwości cząsteczek zawierających od 10 do 40 elektronów. Praca z większymi układami jest możliwa przy zastosowaniu metod takich jak teoria funkcjonałów gęstości (DFT, ang. Density Functional Theory). Obecnie trwają dyskusje czy te metody nadają się do odpowiedniego opisu złożonych reakcji chemicznych spotykanych np.: w biochemii. Duże cząsteczki można badać przybliżonymi metodami semiempirycznymi. Do jeszcze większych cząsteczek można stosować metody mechaniki klasycznej – tzw. metodę mechaniki molekularnej.
W chemii teoretycznej chemicy, fizycy i matematycy rozwijają algorytmy i tworzą programy komputerowe do przewidywania właściwości atomów i cząsteczek oraz ścieżek reakcji dla reakcji chemicznych. Chemicy obliczeniowcy używają istniejącego oprogramowania i metodologii do rozwiązywania określonych problemów chemicznych.
Istnieją dwa różne aspekty chemii obliczeniowej:
- Badania obliczeniowe można prowadzić w celu znalezienia punktu startowego dla syntez laboratoryjnych, lub aby ułatwić zrozumienie danych eksperymentalnych takich jak położenie pików w widmach spektroskopowych.
- Badania obliczeniowe można stosować do przewidywania możliwości istnienia nowych cząsteczek oraz badania mechanizmów reakcji, których nie daje się śledzić metodami eksperymentalnymi.

Stąd chemia obliczeniowa może towarzyszyć chemikowi eksperymentaliście przy poszukiwaniu nowych obiektów badawczych.
W obrębie chemii obliczeniowej można wydzielić kilka obszarów:
- Przewidywanie struktury cząsteczek przy pomocy symulacji, w których zmieniając położenia jąder w strukturze startowej poszukuje się punktu stacjonarnego na hiperpowierzchni energii potencjalnej. Punkt ten odpowiada (quasi-)równowagowej strukturze cząsteczki (minimum na powierzchni) lub stanowi przejściowemu reakcji (punkt siodłowy pierwszego rodzaju).
- Składowanie i poszukiwanie danych o związkach chemicznych (chemiczne bazy danych)
- Znajdowanie korelacji między strukturą chemiczną cząsteczek a ich właściwościami (QSPR i QSAR)
- Metody obliczeniowe wspomagające syntezę chemiczną
- Metody obliczeniowe do projektowania cząsteczek, które oddziałują w określony sposób z innymi cząsteczkami (np.: projektowanie leków)

## Struktura molekularna
Dany wzór chemiczny może reprezentować wiele izomerów. Każdy izomer odpowiada minimum na powierzchni energii (nazywanej też hiperpowierzchnią energii potencjalnej) – energii całkowitej cząsteczki jako funkcji współrzędnych wszystkich jąder tworzących tą cząsteczkę. Punkt stacjonarny jest taką geometrią, dla której pochodna energii po wszystkich przesunięciach jąder wynosi zero. Lokalne minimum (energetyczne) jest punktem stacjonarnym, z którego każde przesunięcie jąder powoduje wzrost energii cząsteczki. Minimum lokalne, które ma najniższą energię dla danej cząsteczki jest nazywane minimum globalnym i odpowiada najstabilniejszemu izomerowi. Jeśli istnieje dokładnie jedna konkretna współrzędna, której zmiana powoduje spadek energii całkowitej cząsteczki w dwóch kierunkach to taki punkt stacjonarny jest stanem przejściowym, a ta współrzędna nazywa się współrzędną reakcji. Proces poszukiwania punktów stacjonarnych nazywa się optymalizacją geometrii.
Określanie struktury cząsteczkowej w wyniku optymalizacji geometrii może być procedurą rutynową, o ile dostępne są metody obliczania pierwszych pochodnych względem wszystkich współrzędnych jądrowych. Obliczanie odpowiednich drugich pochodnych pozwala na przewidywanie częstości drgań normalnych przy założeniu harmoniczności drgań cząsteczki. Obliczenia drgań normalnych mają jednak znacznie istotniejsze znaczenie ponieważ umożliwiają charakteryzację otrzymanych w optymalizacji geometrii punktów stacjonarnych. Częstości drgań normalnych są związane z wartościami własnymi macierzy drugich pochodnych (macierzy hessianu). Jeśli wszystkie wartości własne są dodatnie to częstotliwości są rzeczywiste i otrzymany punkt stacjonarny jest minimum lokalnym. Jeśli jednak jedna z wartości własnych jest ujemna (częstotliwość jest wtedy zespolona) punkt stacjonarny jest stanem przejściowym. Jeśli więcej niż jedna wartość własna jest ujemna mamy do czynienia z bardziej skomplikowanym punktem stacjonarnym, który zwykle nie jest ciekawy z punktu widzenia chemii. Jeśli taki punkt zostanie napotkany, należy w miarę możliwości odsunąć od niego optymalizację geometrii do minimum lokalnego lub stanu przejściowego.
Energia całkowita jest określona przez przybliżone rozwiązanie zależnego od czasu równania Schrödingera, zwykle bez uwzględnienia członów relatywistycznych, a z zastosowaniem przybliżenia Borna-Oppenheimera, które dzięki dużej różnicy w szybkości ruchu elektronów i jąder pozwala na rozdział ruchu jąder od ruchu elektronów, co istotnie upraszcza równanie Schrödingera. To umożliwia obliczanie energii całkowitej jako sumy energii elektronowej dla ustalonych położeń jąder i energii odpychania jąder. Istotnym wyjątkiem są pewne metody nazywane bezpośrednią chemią kwantową, które opisują jądra i elektrony jednocześnie. Metody oparte na Teorii Funkcjonałów Gęstości (DFT, ang. Density Functional Theory) są innymi wariantami takich obliczeń. Dla bardzo dużych układów stosuje się techniki uproszczone, takie jak metody semiempiryczne oraz metody mechaniki molekularnej. Te ostatnie jednakże nie dają w wyniku wartości energii całkowitej cząsteczki, a jedynie energie steryczne zależne od użytej parametryzacji pola siłowego. Przez to możliwe jest porównywanie jedynie względnych różnic energii między podobnymi cząsteczkami. Metody mechaniki molekularnej nadają się dość dobrze do optymalizacji geometrii dużych układów molekularnych takich jak m.in. białka.

## Najważniejsze metody chemii obliczeniowej
- Metody półempiryczne (np.: AM1, PM3)
- Metody mechaniki molekularnej (symulacje w polu siłowym, np.: MM2, MM3, AMBER)
- Metody ab initio
  - Metoda Hartree-Focka
  - Metody uwzględniające korelację elektronów
    - Metody oparte na teorii zaburzeń (np. MP2)
    - Metody oddziaływania konfiguracji (CI)
    - Metody wielokonfiguracyjnego pola samozgodnego (MC SCF)
    - Metody sprzężonych klasterów (CC)
- Metody oparte na teorii funkcjonałów gęstości (DFT)
- Symulacje dynamiki molekularnej (MD)